# Eger Heroes 2021
Questa voce raccoglie le informazioni riguardanti gli Eger Heroes nelle competizioni ufficiali della stagione 2021.

## Divízió I 2021

### Stagione regolare
| 17 aprile 2021 3ª giornata | Szombathely Crushers | 56 – 13 | Eger Heroes |  |

| 9 maggio 2021 5ª giornata | Miskolc AFT | 56 – 14 | Eger Heroes |  |

| 6 giugno 2021 9ª giornata | Eger Heroes | 28 – 34 | Budapest Titans |  |

| 19 giugno 2021 11ª giornata | Eger Heroes | 20 – 35 | DEAC Gladiators |  |

| 27 giugno 2021 12ª giornata | Eger Heroes | 9 – 31 | Dabas Sparks |  |

## Statistiche di squadra
| Competizione      | %Vittorie | In casa | In casa | In casa | In casa | In casa | In casa | In trasferta | In trasferta | In trasferta | In trasferta | In trasferta | In trasferta | Totale | Totale | Totale | Totale | Totale | Totale |
| Competizione      | %Vittorie | G       | V       | N       | P       | Pf      | Ps      | G            | V            | N            | P            | Pf           | Ps           | G      | V      | N      | P      | Pf     | Ps     |
| ----------------- | --------- | ------- | ------- | ------- | ------- | ------- | ------- | ------------ | ------------ | ------------ | ------------ | ------------ | ------------ | ------ | ------ | ------ | ------ | ------ | ------ |
| Stagione regolare | .000      | 3       | 0       | 0       | 3       | 57      | 100     | 2            | 0            | 0            | 2            | 27           | 112          | 5      | 0      | 0      | 5      | 84     | 197    |
| Totale            | .000      | 3       | 0       | 0       | 3       | 57      | 100     | 2            | 0            | 0            | 2            | 27           | 112          | 5      | 0      | 0      | 5      | 84     | 197    |